# Наукальпан-де-Хуарес
Наукальпан-де-Хуарес (ісп. Naucalpan de Juárez) — місто і муніципалітет в Мексиці, входить в штат Мехіко. Є передмістям Мехіко. Населення 916 437 осіб.

## Клімат
Місто знаходиться у зоні, котра характеризується океанічним кліматом субтропічних нагір'їв. Найтепліший місяць — травень із середньою температурою 19.6 °C (67.3 °F). Найхолодніший місяць — січень, із середньою температурою 13.9 °С (57 °F).
| Клімат Наукальпана      | Клімат Наукальпана | Клімат Наукальпана | Клімат Наукальпана | Клімат Наукальпана | Клімат Наукальпана | Клімат Наукальпана | Клімат Наукальпана | Клімат Наукальпана | Клімат Наукальпана | Клімат Наукальпана | Клімат Наукальпана | Клімат Наукальпана | Клімат Наукальпана |
| Показник                | Січ.               | Лют.               | Бер.               | Квіт.              | Трав.              | Черв.              | Лип.               | Серп.              | Вер.               | Жовт.              | Лист.              | Груд.              | Рік                |
| Абсолютний максимум, °C | 30                 | 32                 | 36                 | 34,5               | 35                 | 34                 | 32                 | 29                 | 31                 | 30                 | 30                 | 29                 | 36                 |
| Середній максимум, °C   | 22,5               | 24,3               | 26,6               | 27,6               | 27,4               | 25,6               | 24,1               | 24,1               | 23,5               | 23,2               | 23,1               | 22,3               | 24,5               |
| Середня температура, °C | 13,9               | 15,3               | 17,6               | 19                 | 19,6               | 19,1               | 18                 | 18                 | 17,7               | 16,6               | 15,2               | 14                 | 17                 |
| Середній мінімум, °C    | 5,2                | 6,3                | 8,5                | 10,5               | 11,7               | 12,7               | 11,9               | 11,9               | 11,9               | 9,9                | 7,3                | 5,7                | 9,5                |
| Абсолютний мінімум, °C  | −3                 | −3                 | 1                  | 2,5                | 5                  | 6,5                | 7                  | 3,5                | 4                  | 1,5                | −3                 | −3                 | −3                 |
| Норма опадів, мм        | 8                  | 8                  | 13                 | 26                 | 57                 | 154                | 178                | 168                | 144                | 65                 | 10                 | 6                  | 836                |
| Днів з дощем            | 2                  | 2,3                | 4                  | 7,1                | 11,9               | 17,1               | 22,4               | 20,3               | 17,4               | 9,4                | 3,3                | 2                  | 119,2              |
| ----------------------- | ------------------ | ------------------ | ------------------ | ------------------ | ------------------ | ------------------ | ------------------ | ------------------ | ------------------ | ------------------ | ------------------ | ------------------ | ------------------ |
| Джерело: Weatherbase    |                    |                    |                    |                    |                    |                    |                    |                    |                    |                    |                    |                    |                    |